# Arcuphantes saragaminensis
Arcuphantes saragaminensis là một loài nhện trong họ Linyphiidae.
Loài này thuộc chi Arcuphantes. Arcuphantes saragaminensis được Hirotsugu Ono & Kendo Saito miêu tả năm 2001.